# Відділ письмових та усних перекладачів країн союзників
Відділ письмових та усних перекладачів країн союзників (ATIS), також відомий як Служба письмових та усних перекладачів країн союзників або Служба письмових перекладачів та розвідувальних служб країн союзників, був спільним австралійсько-американським розвідувальним органом часів Другої світової війни, який виконував функції централізованого розвідувального підрозділу країн союзників з перекладу перехоплених японських повідомлень, допитів та переговорів на Тихоокеанському театрі військових дій у період з вересня 1942 року по грудень 1945 року. Упродовж останніх кількох місяців роботи ATIS зосередився на розслідуванні японських воєнних злочинів. Відділ був офіційно розформований 30 квітня 1946 року.

## Формування

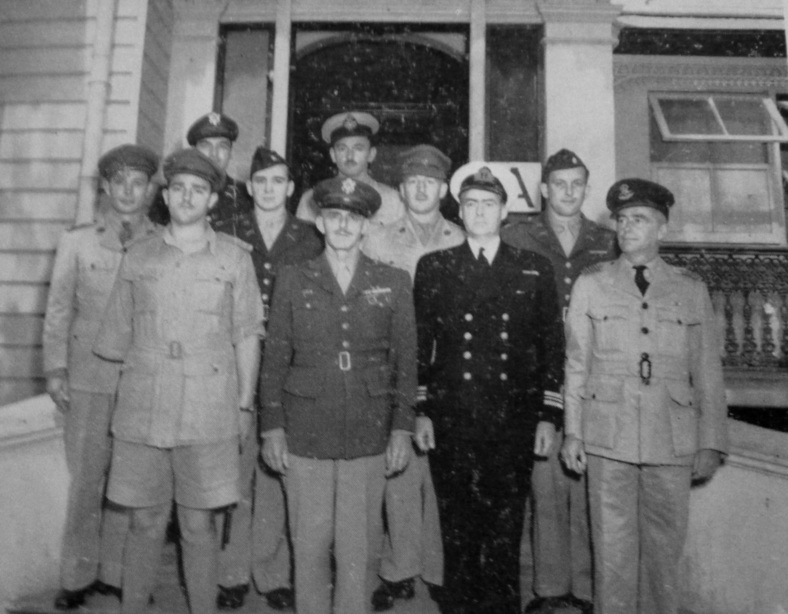
Співробітники Відділу перекладачів країн союзників у 1943 році. Координатор ATIS полковник Сідні Машбір попереду 2-й зліва.

Перекладацька та розвідувальна діяльність союзників у Тихоокеанському регіоні здійснювалася переважно через аташе та різні підрозділи Розвідувальної секції G-2 до лютого 1942 року, коли лейтенант Сідні Машбір був знову прийнятий на службу і очолив новий підрозділ перекладачів у складі штабу генерала Дугласа Макартура в південно-західній частині Тихого океану під керівництвом генерал-майора Чарльза А. Віллоубі, командувача Розвідувальної секції G-2 США. Однак до серпня 1942 року Макартуру стало очевидно, що існує потреба в більшому об'єднаному розвідувальному підрозділі союзників. Він наказав сформувати нову секцію як "централізовану розвідувальну організацію, що складається переважно з представників перекладацького персоналу ... призначена для систематизації використання перехоплених документів і допитів військовополонених", а також для нагляду за збором і розповсюдженням цієї інформації серед збройних сил союзників у південно-західній частині Тихого океану.
19 вересня 1942 року був сформований Відділ письмових та усних перекладачів країн союзників, який об'єднав американський персонал з підрозділом письмових та усних перекладачів, G-2, GHQ, SWPA, який складався з дев'яти чоловік, та з австралійським Центром детальних допитів Об'єднаних сил (CSDIC), який складався з 17 осіб. Відділ письмових і усних перекладачів країн союзників був міжвідомчою організацією, яка розпочала свою роботу в штабі передових сухопутних військ в Індурупіллі, Брисбені, Австралії. Протягом війни, штаб-квартира ATIS переїжджала щоразу з Генеральним штабом (GHQ SWPA): з Мельбурна, Австралія, до Голландії, Голландська Нова Гвінея, потім до острова Лейте і Маніли на Філіппінах, і, нарешті, до Токіо в жовтні 1945 року для надання допомоги в окупаційній операції.